# Antoonops iita
Espèce
Antoonops iita est une espèce d'araignées aranéomorphes de la famille des Oonopidae.

## Distribution
Cette espèce est endémique de l'État d'Oyo au Nigeria,.

## Description
Ces araignées ressemblent a des fourmis. Les mâles mesurent de 1,75 à 1,83 mm et les femelles de 1,69 à 1,81 mm.

## Étymologie
Son nom d'espèce lui a été donné en référence au International Institute of Tropical Agriculture (I.I.T.A.).

## Publication originale
- Fannes & Jocqué, 2008 : Ultrastructure of Antoonops, a new, ant-mimicking genus of Afrotropical Oonopidae (Araneae) with complex internal genitalia. American Museum novitates, no 3614, p. 1-30 (texte intégrale).